# Dennis Day
Pour les articles homonymes, voir Day.
Owen Patrick Eugene McNulty, connu sous le nom de scène Dennis Day né le 21 mai 1916 dans le Bronx, à New York et mort le 22 juin 1988 à Bel Air, à Los Angeles, en Californie est un acteur et chanteur américain.

## Filmographie partielle

### Cinéma
- 1940 : Buck Benny Rides Again (en) de Mark Sandrich : Dennis Day
- 1943 : Sleepy Lagoon : Lancelot Hillie
- 1944 : Sérénade américaine (Music in Manhattan) de John H. Auer : Stanley Benson
- 1948 : Mélodie Cocktail (Melody Time) : Johnny Appleseed, Angel, Settler (voix)
- 1948 : Johnny Pépin-de-Pomme (Johnny Appleseed) de Wilfred Jackson : The Old Settler / Johnny Appleseed / Johnny's Angel (voix)
- 1950 : Parade du rythme (I'll Get By)  de Richard Sale : Freddy Lee
- 1951 : Une fille en or (Golden Girl) de Lloyd Bacon : Mart Taylor
- 1953 : The Girl Next Door : Reed Appleton
- 1976 : Won Ton Ton, le chien qui sauva Hollywood (Won Ton Ton, the Dog Who Saved Hollywood) de Michael Winner  : Singing telegraph man

### Télévision
- 1951 : The Ezio Pinza Show (série télévisée) : Series Host (1952-1954)
- 1976 : Frosty's Winter Wonderland : Parson Brown (voix)
- 1978 : The Stingiest Man in Town : Nephew Fred (voix)